# Alfred Gough
Alfred Gough III (Leonardtown, Maryland, 1967. augusztus 22. –) amerikai forgatókönyvíró és producer.
A St. Mary’s Ryken Gimnáziumban végzett 1985-ben és az Amerikai Katolikus Egyetemen, 1989-ben. Miles Millar-ral írta a Jackie Chan főszereplésével készült Jackie Chan: Új csapást és a Londoni csapást. A páros számos szuperhős-témájú projekten dolgozott együtt. Ők készítették, voltak producerei a Smallville c. sorozatnak a WB csatornáján, illetve részt vettek a Pókember 2., A Vasember (film, 2008) és A múmia: A Sárkánycsászár sírja forgatókönyvének írásában.

## Filmográfia

### Sorozatok
| Cím                        | Feladatkör                 |
| -------------------------- | -------------------------- |
| Bugs - A cég hullámhosszán | Forgatókönyvíró(2 epizód)  |
| Időzsaru                   | Forgatókönyvíró (3 epizód) |
| A harc törvénye            | Forgatókönyvíró (4 epizód) |
| Las Vegas - A bűnös város  | Showrunner                 |
| Smallville                 | Showrunner                 |
| Charlie angyalai           | Showrunner                 |
| Into the Badlands          | Showrunner                 |
| The Shannara Chronicles    | Showrunner                 |
| Wednesday                  | Showrunner                 |

### Filmek
| Cím                              | Feladatkör                           |
| -------------------------------- | ------------------------------------ |
| Kettős bűnjel                    | Forgatókönyvíró                      |
| Halálos fegyver 4                | részt vett a történet megalkotásában |
| Black Jaq (TV-film)              | Forgatókönyvíró                      |
| Embervadászok                    | Forgatókönyvíró                      |
| Új csapás                        | Forgatókönyvíró                      |
| Showtime - Végtelen & képtelen   | Forgatókönyvíró                      |
| Londoni csapás                   | Forgatókönyvíró                      |
| Pókember 2                       | részt vett a történet megalkotásában |
| Kicsi kocsi - Tele a tank        | Forgatókönyvíró                      |
| Aquaman (TV-film)                | Forgatókönyvíró                      |
| A múmia - A sárkánycsászár sírja | Forgatókönyvíró                      |
| A negyedik                       | Forgatókönyvíró                      |
| Beetlejuice Beetlejuice          | Forgatókönyvíró                      |